# 東武200系電聯車
東武200系電聯車（日语：／ Tōbu 200-kei densha */?）是日本私鐵東武鐵道的電聯車，從1991年開始行駛 從東京淺草到赤城和葛生的特快車兩毛號。 
此條目200系一併記載用途、車身構造、外觀相同，只有主要設備規格不同的250系電聯車。

## 编成
截至2012年4月1日, 有9組200系，1組250系，每組都是六節車廂。

### 200系（編號201至209）
Mc…駕駛動力車、M…動力車、Tc…駕駛車、T…拖車
CON・VVVF…制御装置、APU…輔助電源装置、CP…空氣壓縮機、◇<>…集電弓
|          | ←淺草方向伊勢崎、赤城、葛生方向→ |                   |                   |                  |                   |                   |
| 車廂     | 6                                | 5                 | 4                 | 3                | 2                 | 1                 |
| 型式     | モハ200-1形 (Mc1)                | モハ200-2形 ◇(M1) | モハ200-3形 ◇(M2) | モハ200-4形 (M3) | モハ200-5形 (M4)◇ | モハ200-6形 (Mc2) |
| 車號     | 201-1 ： 209-1                   | 201-2 ： <209-2   | 201-3 ： <209-3   | 201-4 ： 209-4   | 201-5 ： 209-5>   | 201-6 ： 209-6    |
| 搭載機器 | APU                              | CON               | CON               | APU,CP           | CON               | APU,CP            |
| 自重     | 40.5 t                           | 39.5 t            | 40.5 t            | 39.5 t           | 39.5 t            | 41.5 t            |
| 定員     | 60人                             | 72人              | 76人              | 58人             | 72人              | 60人              |

每組車的第2、4和5車装有集電弓（201组至206组为剪刀式，207组至209组为单臂式。 

### 250系，編號251
Mc…駕駛動力車、M…動力車、Tc…駕駛車、T…拖車
CON・VVVF…制御装置、APU…輔助電源装置、CP…空氣壓縮機、◇<>…集電弓
|          | ←淺草方向伊勢崎、赤城、葛生方向→ |                    |                  |                 |                   |                   |
| 車廂     | 6                                | 5                  | 4                | 3               | 2                 | 1                 |
| 型式     | クハ250-1形 (Tc1)                | モハ250-2形 <(M1)> | モハ250-3形 (M2) | サハ250-4形 (T) | モハ250-5形 (M3)> | クハ250-6形 (Tc2) |
| 車號     | 251-1                            | 251-2              | 251-3            | 251-4           | 251-5             | 251-6             |
| 搭載機器 |                                  | VVVF,CP            | VVVF,APU         |                 | VVVF,CP           | APU               |
| 自重     | 35.5 t                           | 41.0 t             | 41.0 t           | 32.0 t          | 41.0 t            | 38.0 t            |
| 定員     | 60人                             | 72人               | 76人             | 58人            | 72人              | 60人              |

第2車装有一个单臂受电弓，第4車装有两个单臂受电弓。 

## 内部
單一艙等，使用单向坐臥兩用椅，座位间距为985 mm（38.8英寸） 。  200系是回收利用舊有1700和1720系的座椅，換上新的椅套 。  車內有饮料自动販賣机。  

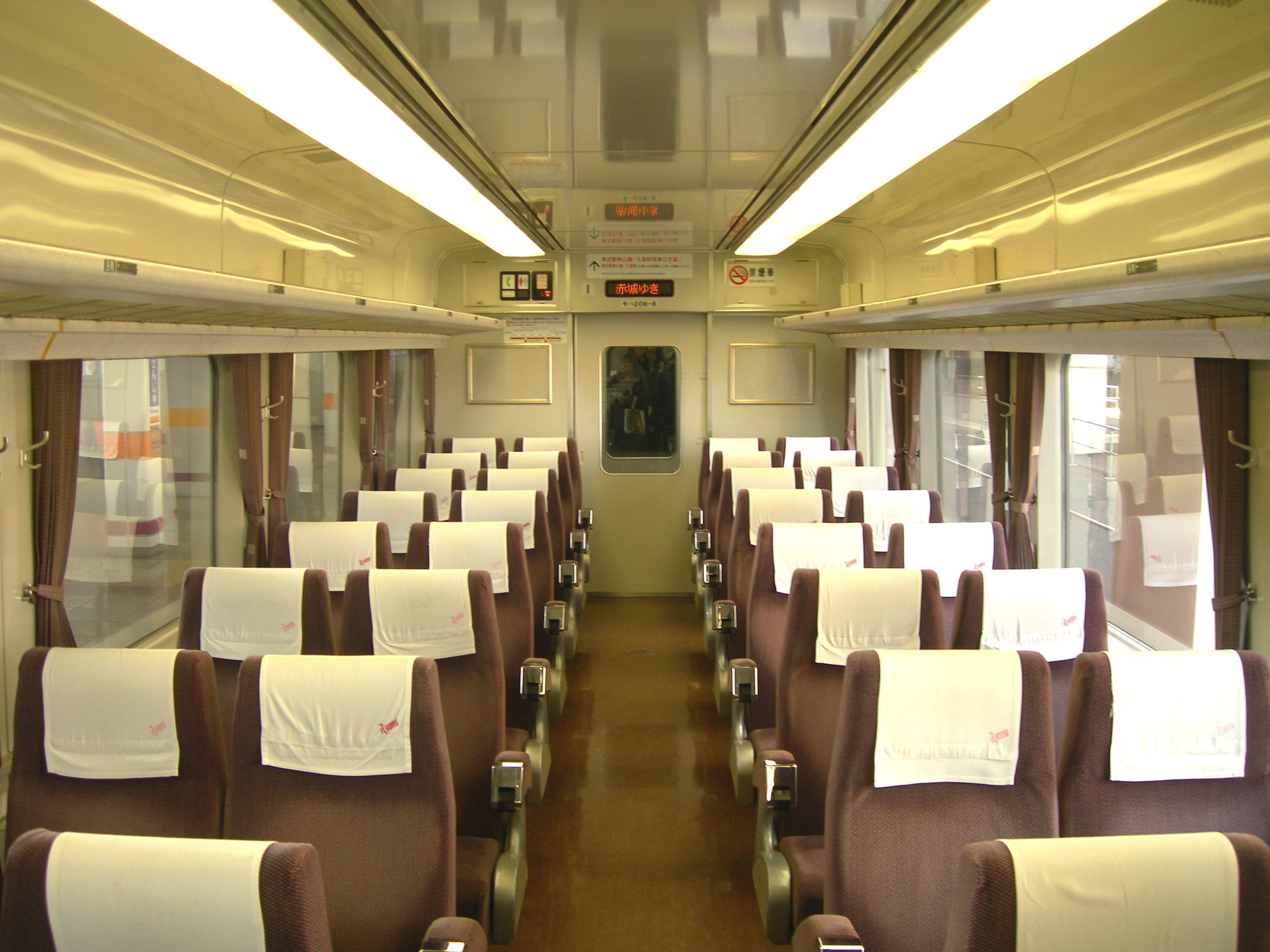
内部视图
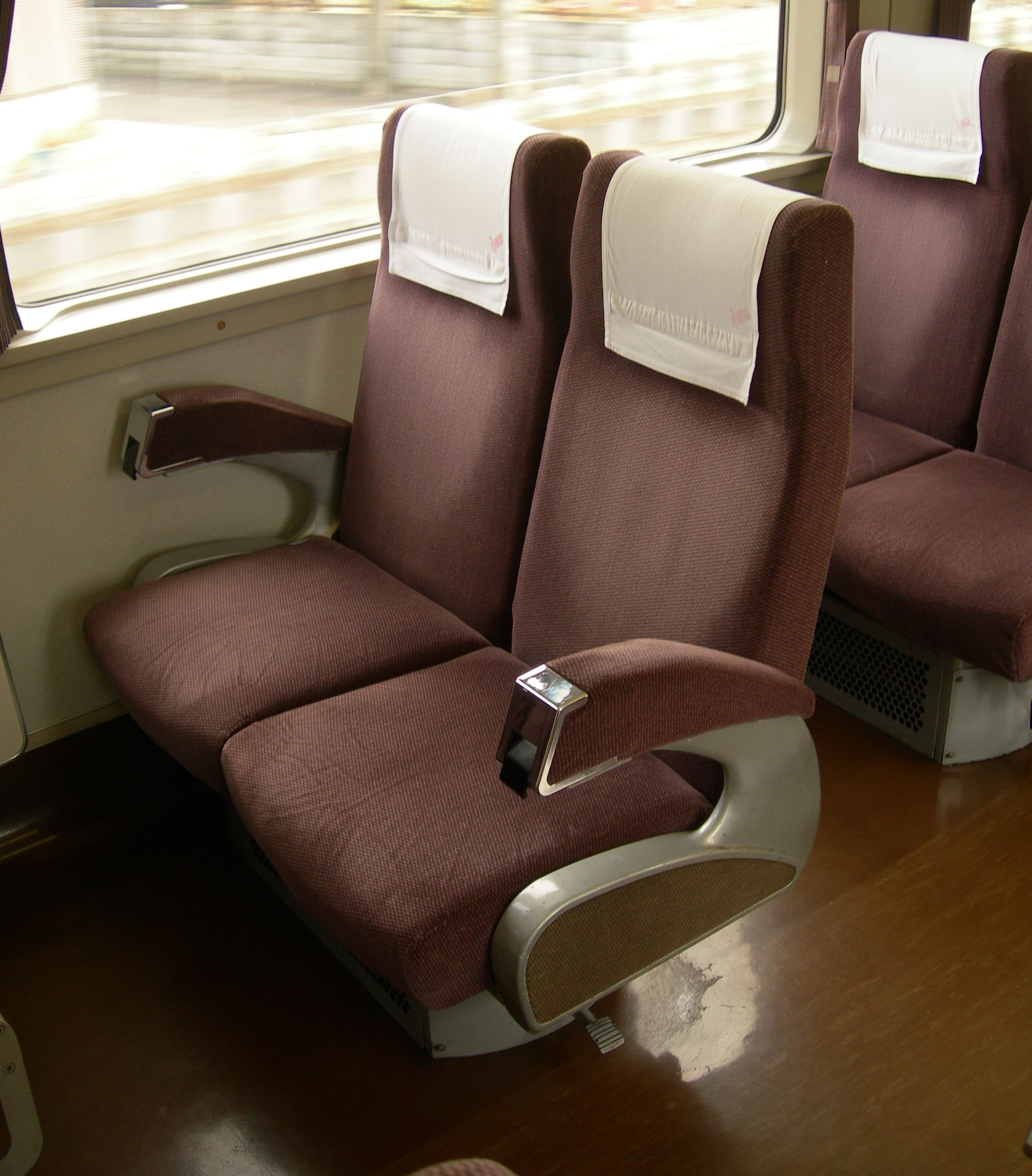
坐臥兩用椅

## 历史
1991年至1996年之间，制造了200系的前七組。它们使用的是舊有的1700/1720系電聯車的轉向架與牽引馬達（那些車被東武100系電聯車取代了）。列車於1991年2月1日起投入使用。  1997财政年度建造的208和209編組具有HID前大灯，LED終點指示器和单臂集电弓。每節車都有動力馬達。 
250系251號編組是1998年3月交付的全新产品，使用 190 KW牽引馬達，轉向架與30000系一樣，且有VVVF控制。編組的六輛車中只有三輛是動力車。 
2014年12月，第206號編組进行了大修，换上了新的座椅，取代原来的1700/1720系列座椅。 

## 特殊塗裝
东武与台灣鐵路管理局于2015年12月締結為姊妹鐵路。 2016年6月，200系第208號車組仿照台湾铁路管理局的普悠瑪號換上特殊塗裝。  

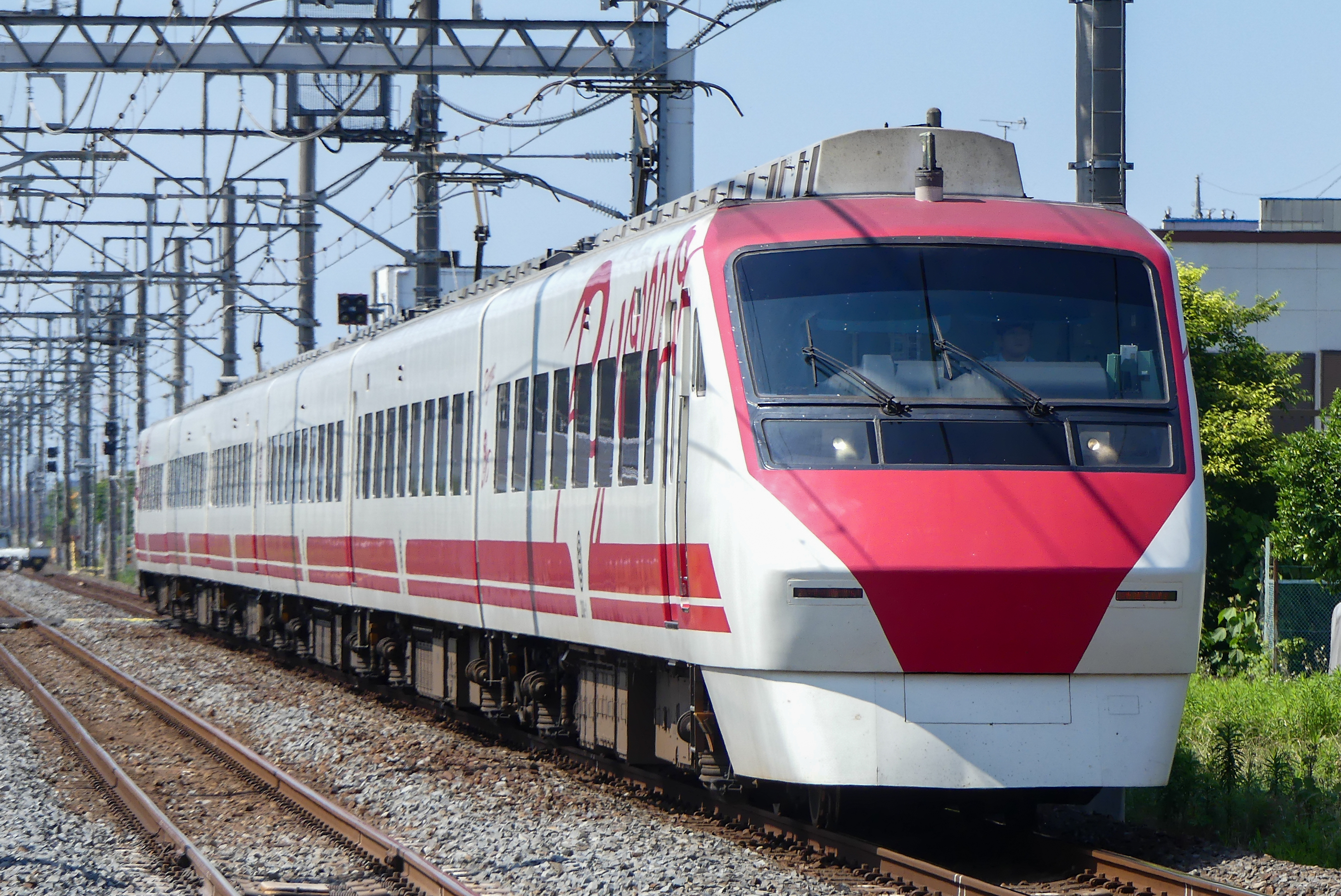
仿普悠瑪號塗裝的208號車組 (2018年6月)
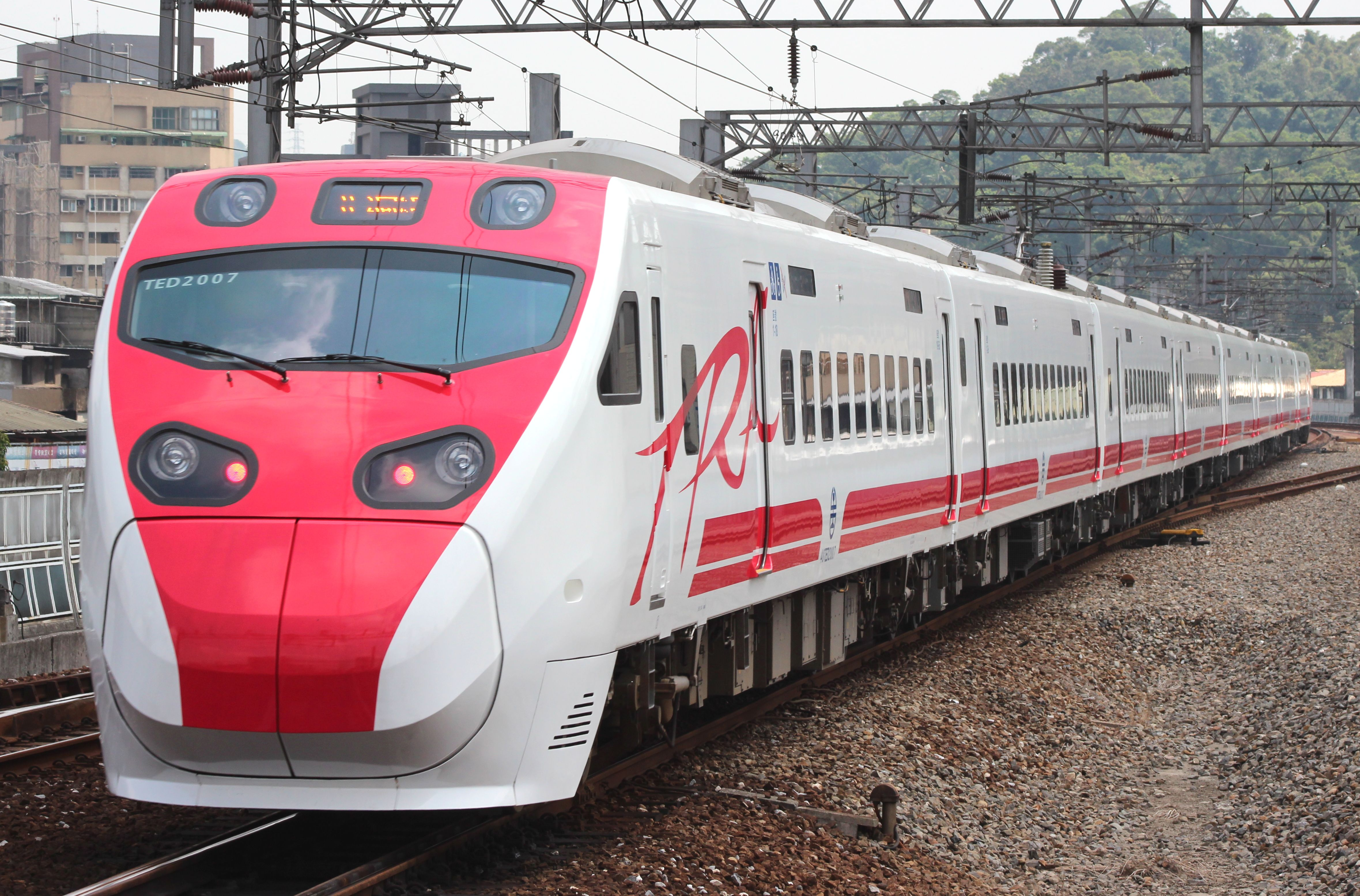
台灣鐵路管理局的普悠瑪號，2013年8月。